# فرآیند سیمانکاری

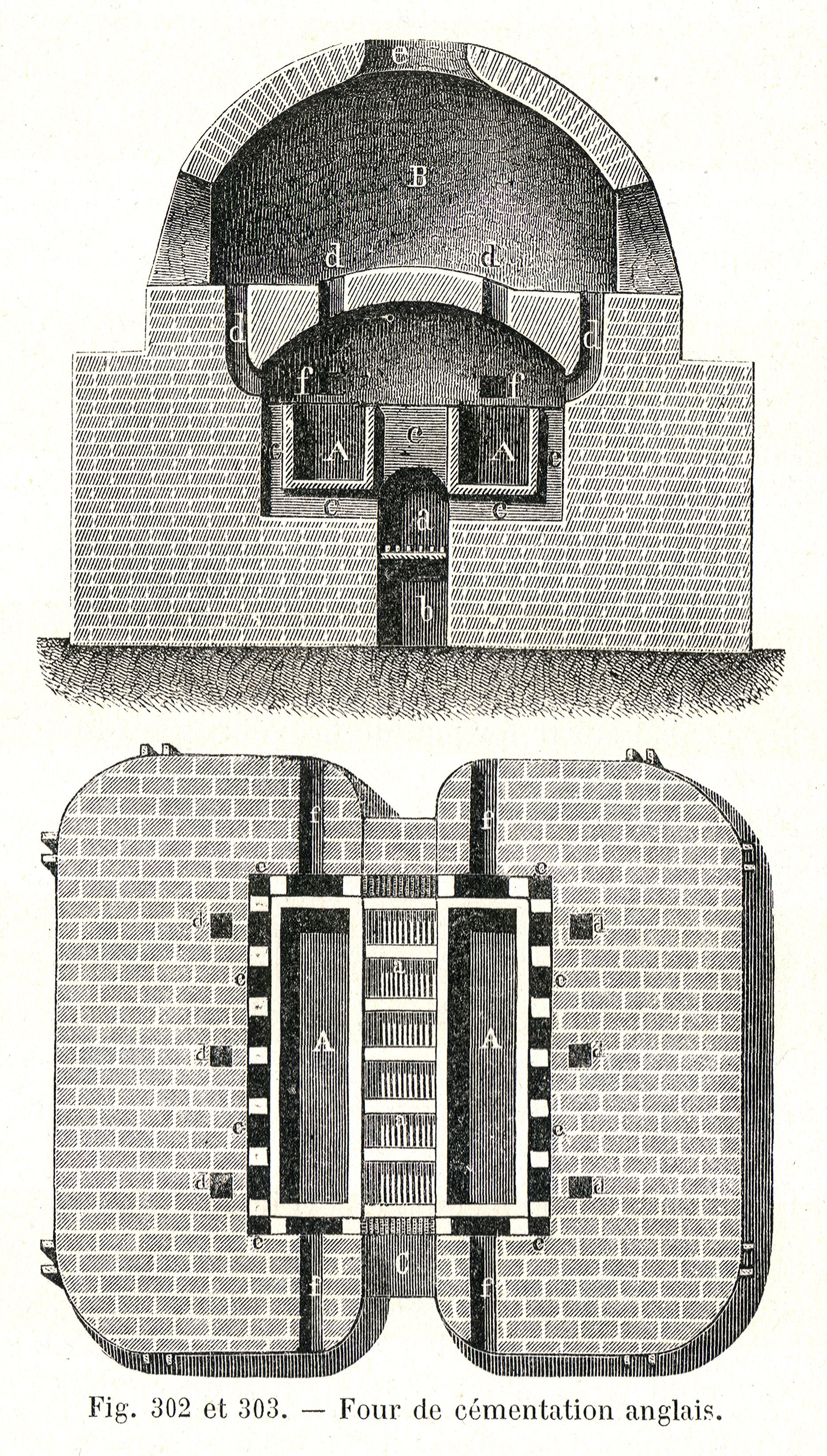
کوره سیمان‌کاری

فرایند سیمان سازی (به انگلیسی: Cementation process) یک تکنولوژی منسوخ برای ساخت فولاد توسط کربوراسیون آهن است. برخلاف فولاد سازی مدرن، میزان کربن آهن را افزایش می‌دهد. این فرایند ظاهراً قبل از قرن هفدهم توسعه یافته‌است. کوره استیل Derwentcote، ساخته شده در سال ۱۷۲۰، اولین نمونه باقیمانده از کوره‌های سیمان سازی است. مثال دیگر در انگلیس، کوره سیمان‌کاری در خیابان دانسکتر شفیلد است.

## ریشه‌ها
این فرایند در مقاله ای در سال ۱۵۷۴ در پراگ منتشر شد. این فرایند بار دیگر توسط یوهان نوسباوم از مگدبورگ اختراع شد که در ۱۶۰۱ عملیات خود را در نورنبرگ (با شرکا) آغاز کرد. این فرایند در سال ۱۶۱۴ توسط ویلیام الیوت و ماتیاس میسی در انگلستان ثبت اختراع شد. در آن تاریخ، «اختراع» می‌توانست صرفاً شامل معرفی یک صنعت یا محصول جدید یا حتی یک انحصار صرف باشد. آنها به زودی حق ثبت اختراع را به سر باسیل بروک منتقل کردند، اما او مجبور شد که آن را در سال ۱۶۱۹ واگذار کند. یک بند در حق ثبت اختراع منع واردات فولاد نامطلوب تشخیص داده شد زیرا او نمی‌توانست فولاد مورد نیاز را تأمین کند. کوره‌های بروک احتمالاً در منزل وی در مادلی در Coalbrookdale (که قطعاً قبل از جنگ داخلی انگلیس وجود داشته‌است) بود، جایی که دو کوره سیمان‌کاری حفاری شده‌است. او احتمالاً از آهن میله ای جنگل دین استفاده می‌کرد، جایی که در دو دوره، در کار آهن آلات کشاورزی شاه شریک بود.
تا سال ۱۶۳۱ تشخیص داده شد که آهن سوئدی بهترین ماده اولیه است و بعداً به ویژه مارکهای (برندهای) خاصی مانند گلوله دوتایی (به اصطلاح از مارک OO) از Österby و حلقه L از Leufsta که نشان آن از یک دایره تشکیل شده بود، هر دو متعلق به لوئیس دی گیر و فرزندان او بود. اینها از جمله کارگاه آهنگری در سوئد بودند که برای اولین بار به استفاده از فرایند والون در فاینینگ آهن و تولید آنچه در انگلستان به عنوان آهن oregrounds (آهن درجه یک) شناخته شده بود پرداختند. این آهن از بندر Öregrund سوئد، شمال استکهلم، که در قسمت پشتی آن بیشتر آهن آلات نهفته بود، نامگذاری شد. سنگ معدن مورد استفاده در نهایت از معدن Danememora تهبه شد.

## فرایند

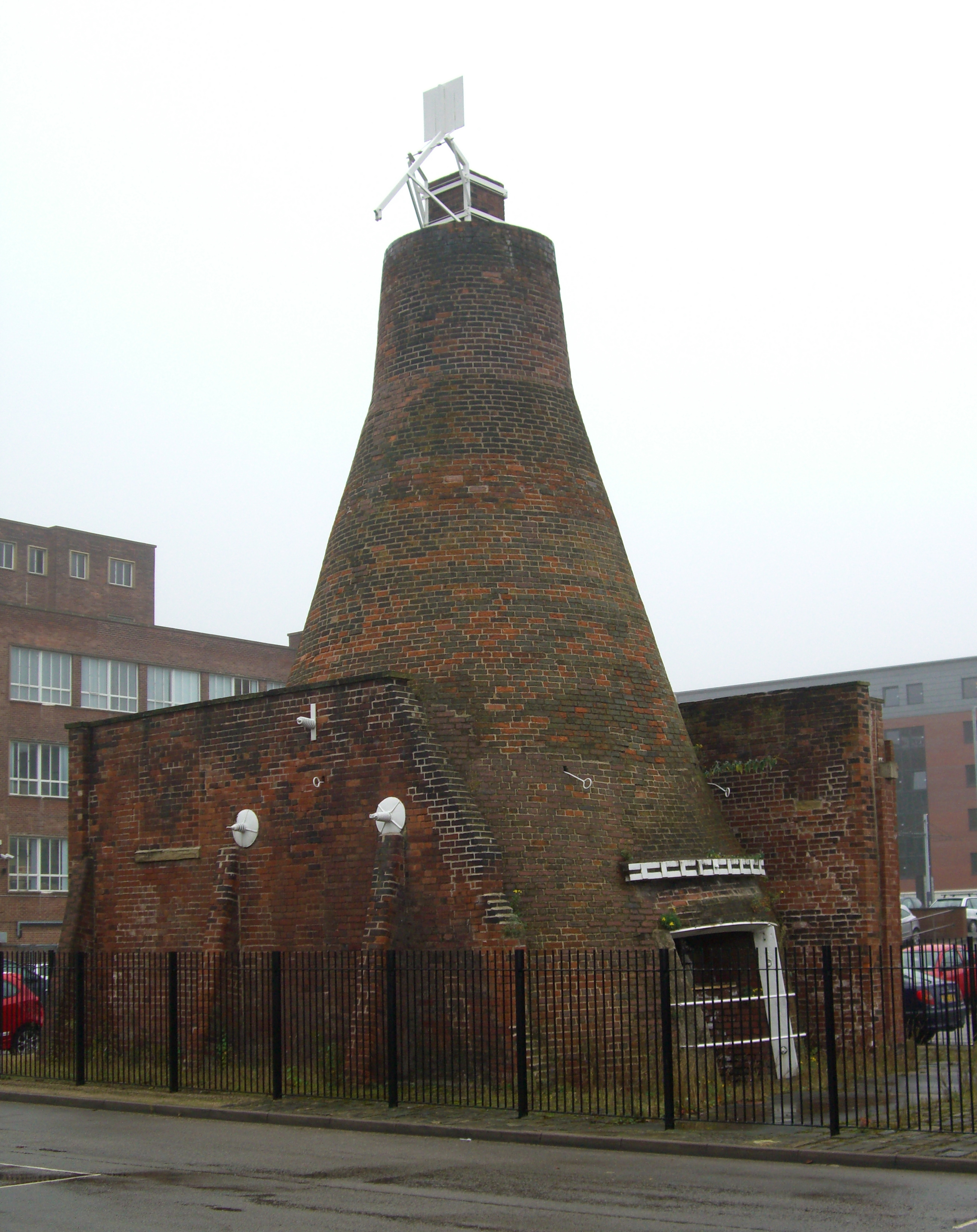
کوره سیمان‌کاری خیابان دونکستر در شفیلد انگلیس

این فرایند با آهن ساخته (wrought iron) و زغال چوب آغاز می‌شود. از یک یا چند گلدان سنگی بلند در داخل کوره استفاده می‌شود. به‌طور معمول، در شفیلد، هر گلدان ۱۴ فوت در ۴ فوت و ۳٫۵ فوت عمق داشت. میله‌های آهنی و زغال چوب در لایه‌های متناوب، با لایه بالایی ذغال و سپس مواد نسوز، بسته‌بندی می‌شوند، تا گلدان یا «تابوت» غیرقابل نفوذ در برابر هوا شود. برخی از تولیدکنندگان از مخلوطی از ذغال چوب پودر شده، دوده و نمکهای معدنی استفاده کردند که پودر سیمان نامیده می‌شود. در کارهای بزرگتر، در هر چرخه تا ۱۶ تن آهن فرآوری می‌شد، اگرچه می‌توان آن را در مقیاس کوچک، مانند یک کوره کوچک یا کوره آهنگری انجام داد.
سپس، بسته به ضخامت میله‌های آهنی، گلدان‌ها به مدت یک هفته یا بیشتر از پایین گرم می‌شدند. میله‌ها مرتباً مورد بررسی قرار می‌گرفتند و وقتی شرایط صحیح بدست می‌آمد، گرما خارج می‌شد و گلدان‌ها تا زمان خنک شدن رها می‌شدند - معمولاً حدود چهارده روز. آهن از کربن موجود در ذغال چوب کمی بیش از ۱٪ جرم به دست آورده بود و به میله‌های ناهمگن از فولاد بلیستر (blister steel) تبدیل شده بود.
سپس میله‌ها کوتاه شده، اتصال داده می‌شوند، گرم می‌شوند و در کوره با هم جوش داده می‌شوند تا به فولاد برشی تبدیل شوند. چندین بار برش داده می‌شود و دوباره جوشکاری می‌شود، با هر جوش جدید، فولاد همگن تر و با کیفیت بالاتر تولید می‌شود. این کار حداکثر ۳–۴ بار انجام خواهد شد، زیرا بیش از این غیرضروری است و به‌طور بالقوه می‌تواند باعث از بین رفتن کربن از فولاد شود.
همچنین می‌توان آنها را با استفاده از بوته آهنگری با فلاکس (شار) در یک بوته، شکسته و ذوب کرد تا به فولاد بوته ای یا فولاد ریخته‌گری تبدیل شود، روشی که در دهه ۱۷۴۰ توسط بنیامین هانتسمن در شفیلد ابداع شد.

## فرایندهای مشابه

### تولید برنج
در اوایل دوره مدرن، برنج، آلیاژی از مس و روی، معمولاً با فرایند سیمان‌کاری تولید می‌شد که در آن مس با کالامین، یک سنگ معدن روی، برای تولید برنج کالامین، گرما داده می‌شد.